# Warner Anderson
Pour les articles homonymes, voir Anderson.
Warner Anderson est un acteur américain né le 10 mars 1911 à Brooklyn, New York (États-Unis), mort le 26 août 1976 à Santa Monica (Californie).

## Filmographie
- 1916 : The Sunbeam : Bobby Rutherford
- 1943 : This Is the Army : Kate Smith's announcer
- 1943 : Oklahoma Outlaws : Whip McCord
- 1943 : Destination Tokyo : Andy, Executive officer
- 1944 : Trial by Trigger : Dan Fallon
- 1945 : Aventures en Birmanie (Objective, Burma!) de Raoul Walsh : Col. J. Carter (CO, 503 rd Infantry)
- 1945 : Dangereuse Association (Dangerous Partners) d'Edward L. Cahn : Miles Kempen
- 1945 : La Princesse et le Groom (Her Highness and the Bellboy) : Paul MacMillan
- 1945 : Abbott et Costello à Hollywood (Abbott and Costello in Hollywood) : Norman Royce
- 1945 : Week-End at the Waldorf : Dr Robert Campbell
- 1946 : Le Droit d'aimer (My Reputation) : Frank Everett
- 1946 : L'Ange et le bandit (Bad Bascomb) : Luther Mason
- 1946 : Faithful in My Fashion : Walter Medcraft
- 1946 : La Sagesse de trois vieux fous (Three Wise Fools) : The O'Monahan
- 1947 : The Arnelo Affair : Det. Sam Leonard
- 1947 : Au carrefour du siècle (The Beginning or the End) de Norman Taurog : Capt. William S. Parsons
- 1947 : Dark Delusion (en) : Teddy Selkirk
- 1947 : Meurtre en musique (Song of the Thin Man) : Dr Monolaw at Valley Rest Home
- 1947 : Le Mur des ténèbres (High Wall) : Dr George Poward
- 1948 : Alias a Gentleman de Harry Beaumont : Capt. Charlie Lopen
- 1948 : Tragique Décision (Command Decision) de Sam Wood : Col. Earnest Haley
- 1948 : Tenth Avenue Angel : Joseph Mills
- 1949 : The Lucky Stiff : Eddie Britt
- 1949 : Corps et âme (The Doctor and the Girl) : Dr George Esmond
- 1950 : Destination... Lune ! (Destination Moon) : Dr Charles Cargraves
- 1951 : La Bagarre de Santa Fe (Santa Fe) : Dave Baxter
- 1951 : Fort Invincible (Only the Valiant) : Trooper Rutledge
- 1951 : Tout ou rien (Go for Broke!) : Col. Charles W. Pence
- 1951 : Bannerline : Roy
- 1951 : La Femme au voile bleu (The Blue Veil), de Curtis Bernhardt : Bill Parker
- 1951 : Histoire de détective (Detective Story) : Endicott Sims
- 1952 : The Doctor (en) (série télévisée) : Host
- 1952 : La Star (The Star) de Stuart Heisler : Harry Stone
- 1953 : La Dernière Chevauchée (The Last Posse) d'Alfred L. Werker : Robert Emerson
- 1953 : Un lion dans les rues (A Lion Is in the Streets) : Jules Bolduc
- 1954 : The Lineup (série télévisée) : Det. Lt. Ben Guthrie
- 1954 : City Story
- 1954 : La Hache sanglante (The Yellow Tomahawk) : Major Ives
- 1954 : Ouragan sur le Caine (The Caine Mutiny) d'Edward Dmytryk : Capt. Blakely
- 1954 : L'Aigle solitaire (Drum Beat) : Gen. Canby
- 1955 : Le Souffle de la violence (The Violent Men) : Jim McCloud
- 1955 : Graine de violence (Blackboard Jungle) : Dr Bradley
- 1955 : Ville sans loi (film, 1955) (A Lawless Street) : Hamer Thorne
- 1958 : The Lineup : Lt. Ben Guthrie
- 1960 : The Night of the Auk (TV) : Col. Tom Russell
- 1961 : L'Espionne des Ardennes (Armored Command) : Lt. Col. Wilson
- 1964 : Rio Conchos : Col. Wagner
- 1964 : Peyton Place ("Peyton Place") (série télévisée) : Matthew Swain
- 1969 : Gidget Grows Up (TV) : Ambassador Post